# 藤橋氏
藤橋氏は、桓武平氏繁盛流 平成衡の四男標葉義隆（しねは よしたか）を祖とする標葉氏10代目当主持隆から室町時代に分家する陸奥国 標葉郡発祥の氏族。
　家紋 　九曜　揚羽蝶　木瓜。　　旗印　水色地白円相。　　馬印　金唐人笠に黒色吹き流し。　　幕紋　繋ぎ駒（相馬家より賜る）
　居城　初代胤衡、二代隆胤まで新山城、三代胤泰は石上城、新地城、金山城

## 概要
藤橋家始祖　初代藤橋胤衡の初号は標葉隆豊（しねは たかとよ）、祖父は標葉10代目当主標葉持隆で、標葉氏一族であったが、相馬氏と標葉氏の戦で苦戦する敵方相馬盛胤よりその軍略と手腕を称賛され主家に恨みのある隆豊は盛胤亡き後に相馬顕胤に味方し標葉氏の居城権現堂城攻めで活躍しその功績により相馬顕胤より「胤」の字と相馬家幕紋の「繋ぎ馬」を賜り所領の藤橋村（現福島県浪江町から双葉町）を姓とし、藤橋胤衡と改名（藤橋小四郎出羽守胤衡）
胤衡は若くして知勇に優れた戦上手で、相馬顕胤も妻の妹を嫁がせ一門にし家老にしたほどであり、相馬氏と親戚関係になる事で藤橋氏は千葉氏族となる。
2代目 藤橋胤隆　3代目 藤橋胤泰までは相馬家家老を務めるも、3代目胤泰の長男胤高 次男胤重 共に病死してしまい、三男家胤（胤家という文献もあり）は兄二人と不仲であった事が原因で出奔（諸説あり）し父胤泰が親交のあった越後の長尾為景（後の上杉氏）の元に送りその後長尾家の家臣となったため跡継ぎが無く家胤の子 隆家を相馬に戻すよう家胤に伝えるも家胤は既に合戦にて討ち死にしており（元亀2年富山城の合戦）、隆家が相馬に戻る事はなかった。家胤出奔の際藤橋家の刀黒沢丸（国宗）を父胤泰より与えられ隆家、隆胤と藤橋家に代々伝わると藤標記などの資料に2尺8寸の国宗とあるが実際は2尺8寸の「武州正宗」と2尺３寸の「國吉」が伝わったという。
その後は小幡家より養子を取り小身となるも奥州藤橋氏は7代目常隆が故あって所領没収、切腹となり江戸時代初期に家名は断絶する。
一方越後藤橋氏は、初代胤衡より数え4代目藤橋家胤　5代目藤橋隆家 6代目藤橋胤隆と、上杉氏領地かえに従わず越後に根付き、幕末14代基胤まで存続する。

### 藤橋家歴代当主
- 初代：藤橋胤衡
- 2代：藤橋胤隆
- 3代：藤橋胤泰　　　　　　　相馬藤橋氏
- 4代：藤橋家胤（胤家）　４代:藤橋胤重（小幡家より養子）
- 5代：藤橋隆家　　　　　５代:藤橋胤清
- 6代：藤橋隆胤　　　　　６代:藤橋隆重
- 7代：藤橋家胤　　　　　７代:藤橋常隆
- 8代：藤橋晴胤
- 9代：藤橋重胤
- 10代：藤橋明胤
- 11代：藤橋隆胤
- 12代：藤橋信胤
- 13代：藤橋惟胤
- 14代：藤橋基胤